# 1006 Lagrangea
1006 Lagrangea este un asteroid din centura principală descoperit la 12 septembrie 1923 de astronomul rus Serghei Beliavski, la Observatorul Astronomic din Crimeea, situat în localitatea balneară Simeiz.
Asteroidul are diametrul mediu de aproximativ 29,56 km și are o orbită caracterizată printr-o semiaxă majoră egală cu 3,1537736 ua. Excetricitatea sa este de 0,3506788, iar înclinația de 10,91614°, în raport cu ecliptica.
Desemnarea sa provizorie era 1923 OU. În cele din urmă, Uniunea Astronomică Internațională l-a redenumit 1006 Lagrangea, onorându-l pe matematicianul și astronomul Joseph-Louis Lagrange.

## Vezi și
- Listă de asteroizi notabili
- Lista planetelor minore/1001–1100